# Philippine International 1978
Il Philippine International 1978 è stato un torneo di tennis giocato sulla terra verde indoor. È stata la 6ª edizione del Philippine International, la prima disputata sulla terra, facente parte del Colgate-Palmolive Grand Prix 1978. Si è giocata a Manila dal 20 al 26 novembre 1978.

## Campioni

### Singolare
Yannick Noah ha battuto in finale  Peter Feigl con il punteggio di 7–6, 6–0

### Doppio
Sherwood Stewart /  Brian Teacher hanno battuto in finale  Ross Case /  Chris Kachel con il punteggio di 6–3, 7–6